# Ernst Johann Eitel
Ernst Johann Eitel, född 1838, död 1908, var en tysk sinolog.
Eitel var missionär i Kina från 1861, i Hongkong 1865–1878, och arbetade därefter i brittiska regeringens tjänst. Från 1897 var han tysk pastor i Adelaïde. Eitel har författat ett stort lexikon över kantonesiska samt avhandlingar bland annat om kinesisk buddhism.